# Хлебозавод № 9
Хлебозавод № 9 — бывшее предприятие хлебобулочной промышленности в Бутырском районе Москвы, выпекавшее формовой хлеб, пшеничные батоны, мелкоштучные булочные изделия.
Построен в 1934 году, изначально ориентирован на крупноразвесный хлеб, в 1980-е годы модернизирован для выпуска хлеба стандартного веса. В начале 1990-х годов реконструирован, в 1990—2000-е годы сохранял статус федерального государственного унитарного предприятия. После акционирования в 2006 году остался на 100 % в госсобственности, в 2015 году приватизирован, после чего закрыт. После реконструкции на месте завода открыт торгово-офисный центр «Хлебозавод № 9».

## Расположение и постройки

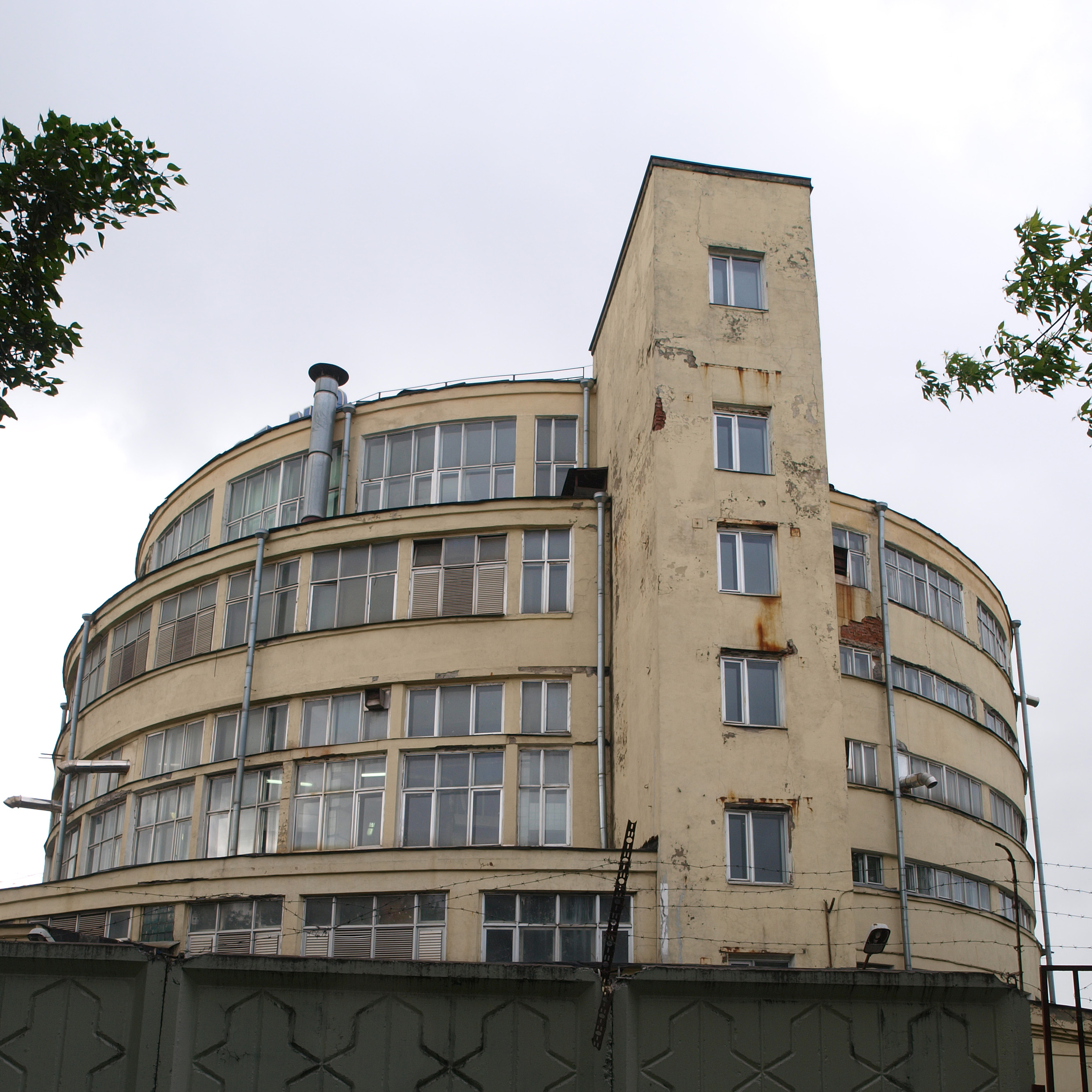
Вид на производственный корпус с Новодмитровской улицы

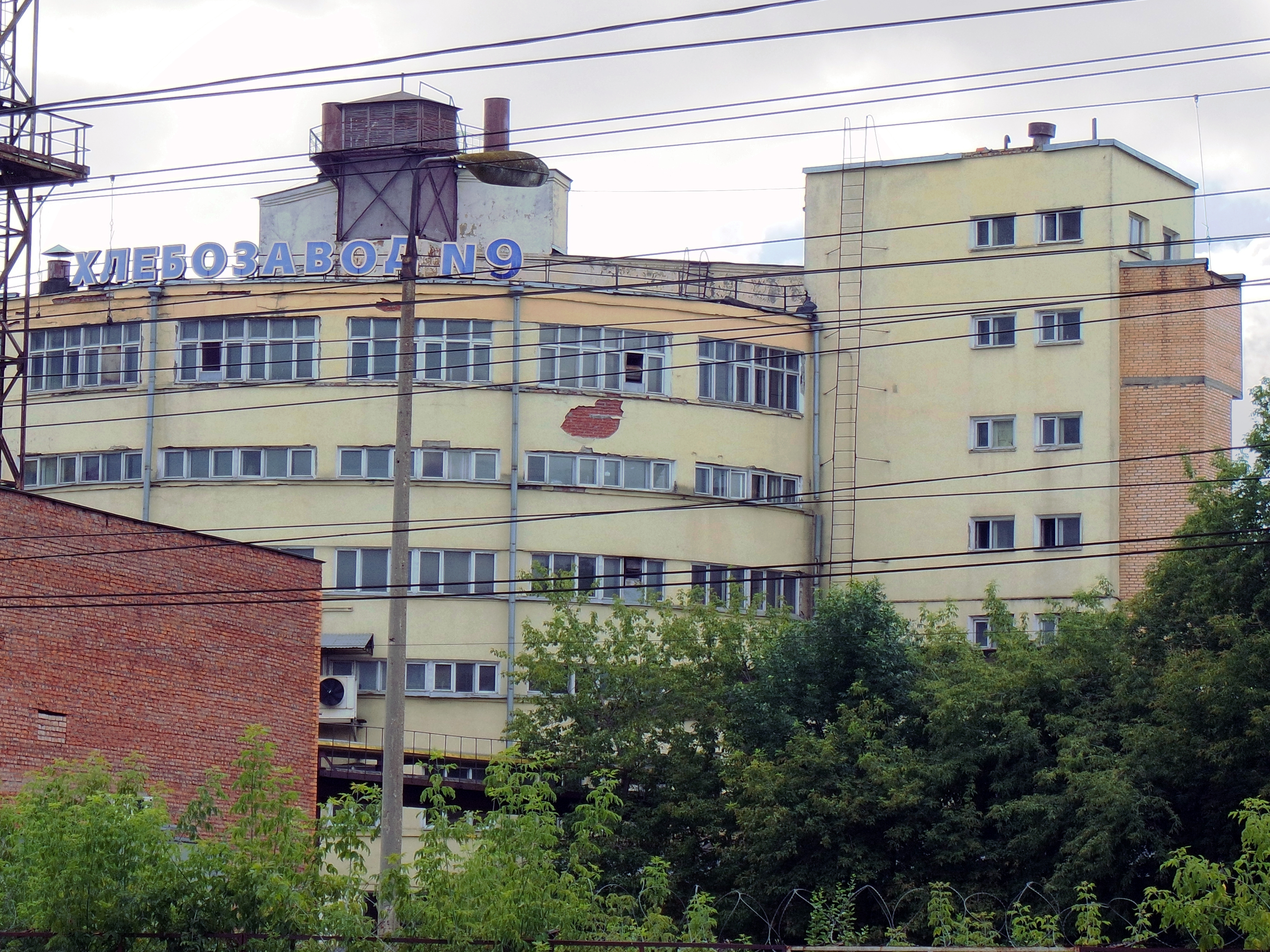
Вид на производственный корпус со стороны железной дороги

Территория завода занимала 2,8 га площади в юго-восточной части квартала, ограниченного Бутырской и Новодмитровской улицами и железнодорожными линиями Рижского и Савёловского направлений; адрес строений — улица Новодмитровская, дом 1.
Основной производственный корпус с шестиэтажным ядром цилиндрической формы и ленточным остеклением построен в 1933 году, общая площадь помещений корпуса — 10 тыс. м², с 2010 года находится в залоге у банка. При строительстве применены железобетонные конструкции с вертикальными несущими стойками и расходящиеся радиальными осями горизонтальными балками перекрытий, инженерные коммуникации проложены по центральной оси цилиндра корпуса. Здание считается памятником архитектуры промышленного конструктивизма.
Общая площадь помещений расположенного на юго-западе территории административного корпуса, также построенного в 1933 году — 0,7 тыс. м²; на его первом этаже размещался розничный продуктовый магазин, торговавший, в том числе, выпечкой с завода. Второе по размерам после производственного корпуса строение на территории — пятиэтажное кирпичное здание для бестарного хранения муки общей площадью помещений 1,4 тыс. м², построено в 1952 году. Кроме того, на территории расположено ещё несколько хозяйственных построек, в том числе недостроенные (по состоянию на момент закрытия) котельная и очистное сооружение.

## История
Предприятие пущено в 1934 году под наименованием Хлебозавод № 9 имени XVII партсъезда в честь прошедшего накануне XVII съезда ВКП(б). Завод стал четвёртым по счёту среди московских хлебозаводов, использовавших кольцевую технологию хлебопечения разработки инженера Георгия Марсакова, воплощение которой нашло отражение в характерной цилиндрической форме корпуса. В проектировании завода принимал участие селекционер Пётр Лисицын, посетивший в 1930 году США с целью изучения опыта современных хлебозаводов и мелькомбинатов. Пусковая мощность — 190 тонн хлебопродукции в сутки, специализация — крупноразвесный пшеничный хлеб. Уровень автоматизации производства считался стопроцентным, за счёт этого предприятие относилось к классу так называемых хлебозаводов-автоматов. Притом именно Хлебозавод № 9 упоминается как первый в СССР хлебозавод-автомат, что, однако, противоречит первому наименованию завода «Москворечье», пущенного в 1932 году, — «Хлебозавод-автомат Кировского района».
В 1980-е годы завод частично модернизирован и переориентирован на выпечку хлеба меньшего веса, ставшего к тому времени фактическим стандартом, в связи чем суточная мощность снизилась до 120 тонн. К началу 1990-х годов объём выпуска составил 80 тонн готовой продукции в сутки. В течение 1993—1995 годов на заводе проведена реконструкция по программе Правительства Москвы, вместо изношенного оборудования, предназначенного для кольцевой технологии выпечки, закуплены словенские линии Gostol-Gopan, оснащённые электронной контрольно-измерительной аппаратурой, вписанные в цилиндрический корпус. На время реконструкции выпуск продукции был приостановлен, а после ввода в эксплуатацию новых линий завод столкнулся с высоким уровнем конкуренции в условиях формировавшегося рынка, и, несмотря на высокие показатели мощности, удавалось сбывать на занятом другими хлебозаводами за время простоя рынке лишь около 20 тонн хлеба в сутки. По состоянию на начало 2000-х годов мощность завода составляла 160 тонн хлебопродукции в сутки, ассортимент, кроме хлеба и мелкоштучных булочных изделий, включал мучные и блинные смеси, панировочные сухари, сухари-гренки.
В 2006 году предприятие, до этого зарегистрированное как ФГУП, акционировано в форму открытого акционерного общества, 100 % акций переданы Федеральному агентству по управлению государственным имуществом. Несколько раз агентство выставляло завод на продажу, в частности, вторая попытка приватизировать предприятие отмечена в 2010 году.
Ассортимент продукции по состоянию 2015 год — формовой хлеб «Дарницкий», пшеничные батоны «Дмитровский», «Горчичный», «Подмосковный», «С отрубями», ржаные лепёшки, пирожки с разнообразными начинками, слоёные булочные изделия. На завод организовывались групповые экскурсии.

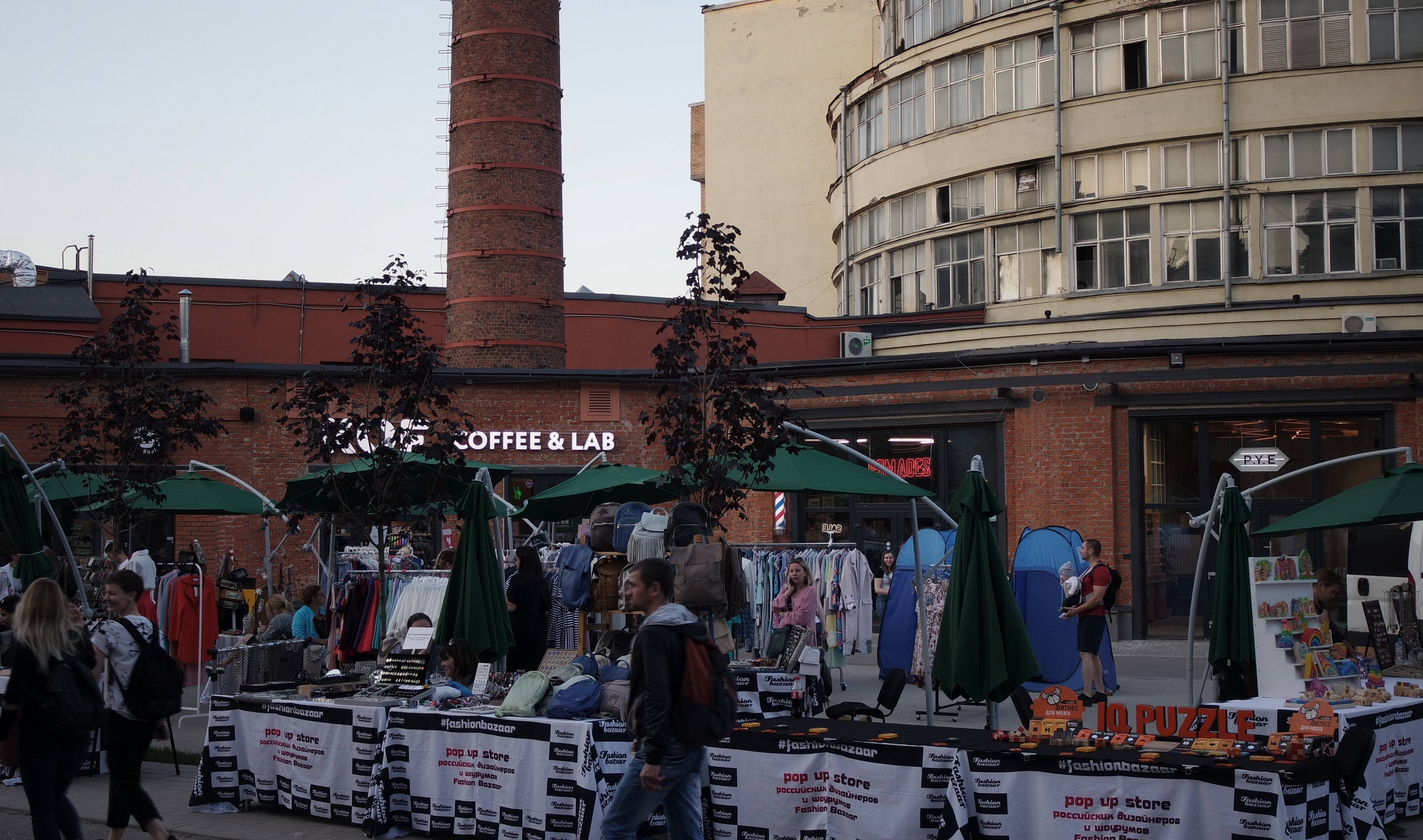
Лето 2017 года: на территорию открыт свободный пешеходный доступ, в зданиях размещены кафе и магазины, организована уличная торговля

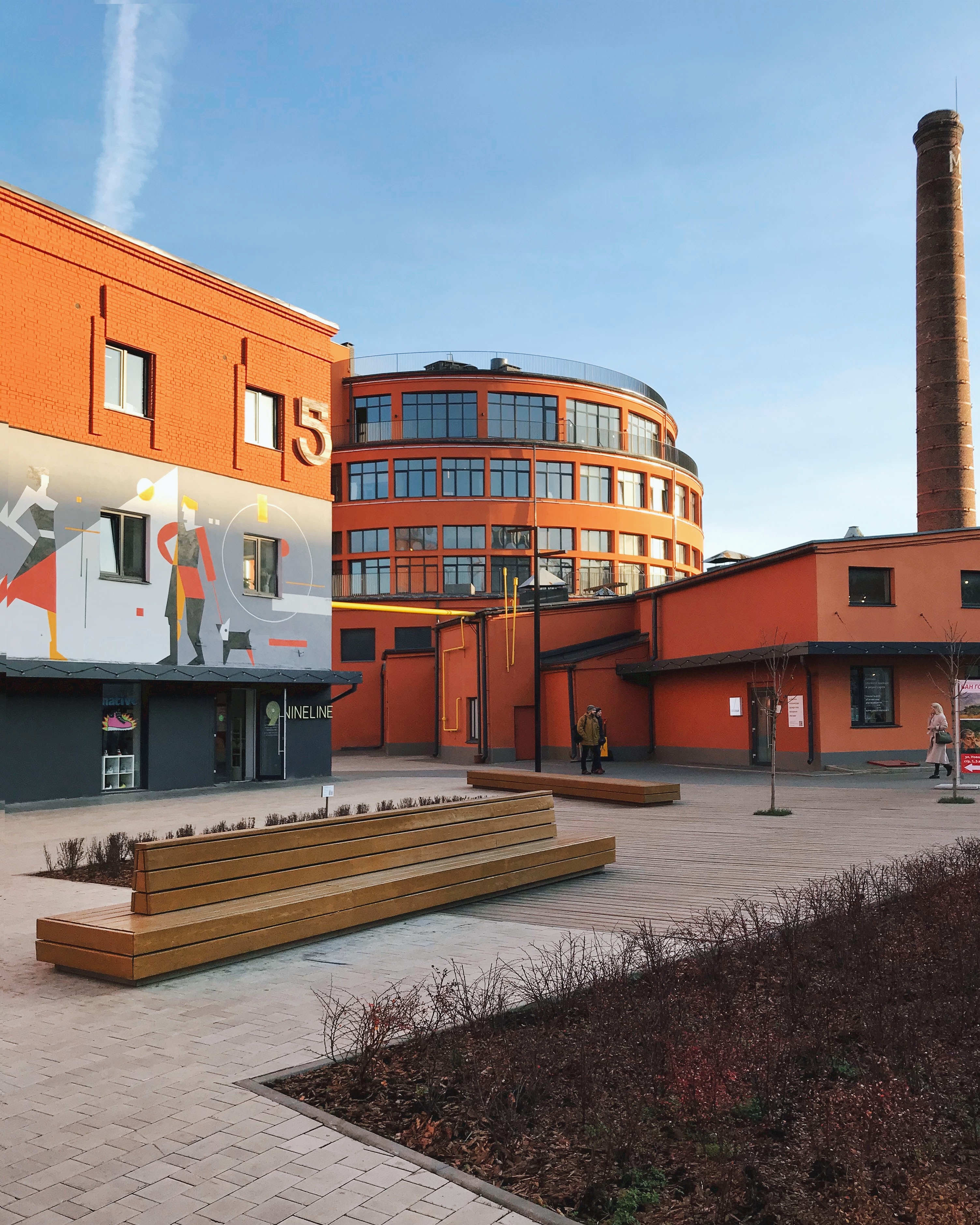
Торгово-офисный центр в 2019 году

В 2015 году 100 % акций предприятия продано за 216,5 млн руб. бывшему совладельцу банка «Интеркоммерц» Михаилу Малову (начальная аукционная цена была установлена на уровне 433 млн руб.). Вскоре после приватизации предприятие остановлено, оборудование вывезено, а в 2016 году сообщено, что Малов и Николай Матушевский (московский девелопер, владелец расположенного напротив хлебозавода торгово-офисного комплекса «Дизайн-завод „Флакон“»), планируют переоборудовать территорию, а основной корпус завода — реконструировать под жилые помещений в стиле лофт. В октябре 2016 года Федеральная антимонопольная служба возбудила дело по признакам сговора на торгах по продаже завода, в июле 2017 года комиссией ФАС виновными в соглашении, способствующем снижению цены, признаны Михаил Малов и Анна Кулакова, а виновным в координации деятельности двух юридических лиц, участвовавших в аукционе, признан лишённый лицензии Межтопэнергобанк, позднее оштрафованный за этот эпизод на 3 млн руб.
В устроенном на территории хлебозавода торгово-офисном центре по состоянию на 2019 год расположено 125 арендаторов, из них 80 розничных магазинов, 30 офисов компаний, имеются предприятия общественного питания. Заявляется ежедневная проходимость в 40 тыс. человек. За 2018 год проведено 62 мероприятия (выставки, концерты, фестивали). В оформлении активно используется тематика закрытого промышленного предприятия, а один из розничных магазинов назван в честь инженера Марсакова, спроектировавшего хлебозавод. Генеральный директор и автор проекта торгово-офисного комплекса — Алексей Капитанов, менеджмент — бывшие сотрудники «Корабля Брюсов». Предполагалось объединение с соседствующим торгово-выставочным комплексом «Дизайн-завод „Флакон“» (также организованном на месте закрытого промышленного предприятия) (ожидалось переименование площадки во «Флакон Северный»), но позднее владельцы комплексов отказались от общего проекта.

## Собственники и руководство
На момент закрытия предприятия 100 % акций принадлежало Михаилу Малову, до этого завод находился в государственной собственности (в 2006—2015 годы — открытое акционерное общество в распоряжении Федерального агентства по управлению госимуществом, до этого — ФГУП).
Директор в 1990-е годы и первой половине 2000-х годов — Виктор Васильевич Петренко, в 2010 году директором завода был Александр Вячеславович Соловьёв, в 2015 году — Павел Юрьевич Кулешов.

## Показатели деятельности
Выручка завода за 2014 год составила 230 млн руб., что ниже результата 2013 года почти на 11 %. Валовая прибыль в 2014 году — 57 млн руб., чистый убыток — 61 млн руб. Задолженность предприятия перед работниками по заработной плате по состоянию на август 2015 года составляла 10 млн руб.